# Vanmanenia crassicauda
Vanmanenia crassicauda är en fiskart som beskrevs av Maurice Kottelat 2000. Vanmanenia crassicauda ingår i släktet Vanmanenia och familjen grönlingsfiskar. IUCN kategoriserar arten globalt som otillräckligt studerad. Inga underarter finns listade i Catalogue of Life.